# Receptory RIG-I-podobne
Receptory typu RIG-RLR (inaczej helikazy RNA, receptory RIG-I-podobne) – klasa receptorów rozpoznających wzorce. Wykrywają nietypowe formy RNA pojawiające się w cytoplazmie komórki w trakcie zakażenia wirusowego:
- Dwuniciowe RNA;
- RNA niemający na końcu 5' czapeczek z 7-metyloguanozyny;
- RNA mający nietypowe drugo- i trzeciorzędowe struktury przestrzenne;
- RNA z modyfikacjami chemicznymi[1].

Do tej grupy białek należą: 
- RIG;
- MDA5;
- LGP2[1].

Po związaniu wirusowego RNA tworzą filamentowe kompleksy, których domeny CARD łączą się z domenami CARD białek MAVS (znajdują się w zewnętrznej błonie mitochondriów).
Białka MAVS przyłączają i aktywują kolejne cząstki, aktywując czynniki transkrypcyjne IRF3 i IRF7, co powoduje wydzielanie  interferonów typu I.
RIG i MDA5 uczestniczą pośrednio w wykrywaniu cytoplazmatycznego DNA..